# Vetenskapsåret 1783

## Händelser
- 4 juni - Joseph och Étienne Montgolfier gör den första färden med en varmluftsballong.
- 21 november - Pilâtre de Rozier och Marquis d'Arlandes genomför den första fria flygningen, utan förankring med linor till marken.
- 1 december - Jacques Charles och Ainé Robert gör den första färden med en gasballong.
- José och Fausto Elhuyar upptäcker volfram.
- Henry Cavendish visar att gasen som han upptäckte 1766, som senare kommer att kallas väte, bildar vatten vid förbränning.

### Teknik
- Okänt datum - Henry Cort från Funtley i England, uppfinner ett valsverk för att producera smidesjärn.[1]

## Pristagare
- Copleymedaljen
  - John Goodricke, nederländsk-engelsk astronom.
  - Thomas Hutchins, amerikansk arméingenjör, geograf och forskningsresande.

## Födda
- 22 maj - William Sturgeon (död 1850), brittisk fysiker och uppfinnare av elektromagneten och den elektriska motorn.

## Avlidna
- september - Leonhard Euler (född 1707), schweizisk matematiker och fysiker.
- 29 oktober - Jean le Rond d'Alembert (född 1717), fransk matematiker och fysiker.

### Fotnoter
1. ↑  Gales, W.K.V. (1981). Ironworking. Princes Risborough. sid. 17–19. ISBN 0-85263-546-X